# لاس استرلاس
لاس استرلاس (اسپانیایی: Las Estrellas‎) با نام پیشین ال کانال د لاس استرلاس (اسپانیایی: El Canal de las Estrellas‎) یک شبکه تلویزیونی مکزیکی است که متعلق به تله‌ویسا است. بسیاری از برنامه‌ها در ایالات متحده در یونیویزیون، یونیماس و گالاویژن دیده می‌شود.

## نگارخانه

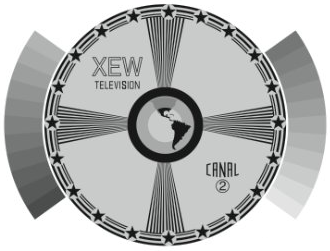
لوگوی ۱۹۵۲
لوگوی ۱۹۶۸
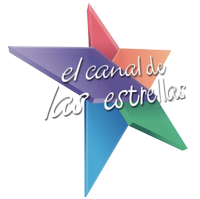
لوگوی ۱۹۹۳
لوگوی ۱۹۹۷
لوگوی ۲۰۰۷
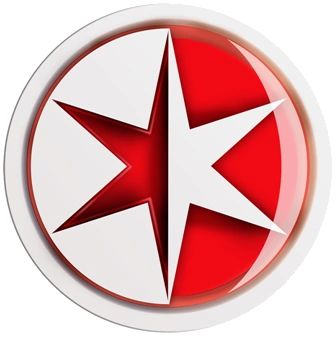
لوگوی ۲۰۱۴
لوگوی ۲۰۱۶